# 김범준 (1984년)
김범준(1984년 12월 19일 ~ )은 대한민국의 희극 배우이다.

## 학력
- 서일대학 레크리에이션
- 한국체육대학교 사회체육대학원 생활체육 전공 석사
- 한국체육대학교 일반대학원 스포츠산업경영학 박사

## 출연작

### 방송
- 웃찾사 (SBS)
- 개그공화국 (MBN)
  - 〈우짜짜 응원단〉
- 웃어라 대한민국 (JTBC)
- 코미디에 빠지다 (MBC)
- TV특종 놀라운 세상 (MBC)